# Канеловська
Канеловська — станиця у Старомінському районі Краснодарського краю. Центр Канеловского сільського поселення.
Населення — 4,3 тис. мешканців (2002).

## Географія
Станица лежить на лівому березі Єї, у степовій зоні, за 10 км східніше районного центру — станиці Старомінська. Залізнична платформа Канеловський на лінії Краснодар — Батайськ.

## Адміністративний поділ
До складу Канеловського сільського поселення крім станиці Канеловська входять також: 
- хутір Єйський
- селище Орлово-Кубанський
- хутір Первомайський